# Saletto
Saletto – miejscowość i gmina we Włoszech, w regionie Wenecja Euganejska, w prowincji Padwa.
Według danych na rok 2004 gminę zamieszkiwało 2579 osób, 257,9 os./km².
17 lutego 2018 gmina została zlikwidowana.